# San Juan de Mozarrifar
San Juan de Mozarrifar es un barrio rural de Zaragoza.
Está regido por una Junta Vecinal.
Está situado al norte del municipio de Zaragoza y está a unos 213 metros de altitud.

## Historia

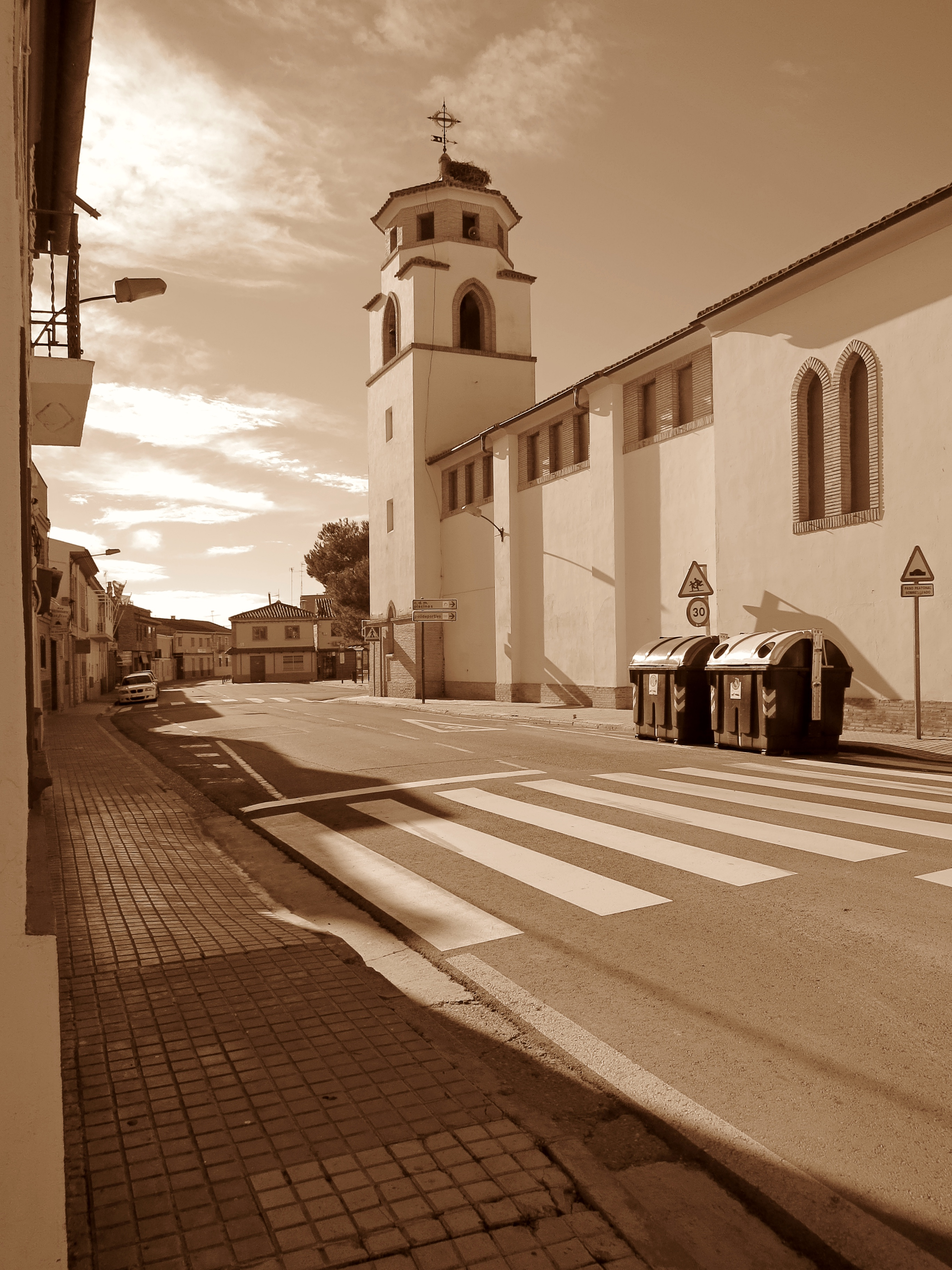
Calle del Comercio e iglesia de San Juan Bautista

San Juan de Mozarrifar tiene su origen en un primitivo asentamiento de la Orden de San Juan de Jerusalén.
La conquista de Zaragoza por las tropas de Alfonso I de Aragón y la publicación de la carta de colonización invitando a poblar una determinada tierra de Zaragoza, que estaba limitada por Osera de Ebro al este, Zuera al norte, Sobradiel al oeste y Cariñena al sur. Al capitular las tropas árabes, estas permanecieron en sus tierras, que eran las más fértiles. Esta era San Juan de Mozarrifar, y el sistema de riegos usado por los árabes permanece útil hasta nuestros días.
Las primeras documentaciones sobre el término aparecen en 1129, cuando un tal Raimundo Galindo compró una viña a Abin Xarif, situada en el barrio. En esta documentación se hace referencia a la riqueza agrícola de la zona así como a la escasa población.
Respecto a la evolución del nombre, el barrio aparece en su primer documento como «Mezazal», que evolucionaría hasta «Mozarrifar». Tras haber expulsado a los musulmanes, probablemente se le añadiría la partícula «San Juan de» para manifestar su cristianización.
Durante la guerra civil española hubo un campo de concentración en las antiguas instalaciones de la Papelera de las Navas a orillas del río Gállego y junto al Tejar de San Juan, ocupado hasta entonces por el batallón de zapadores n.º 20 y un batallón italiano de apoyo al bando sublevado. En él se hacinaron prisioneros republicanos principalmente procedentes del frente de Cataluña, llegando a albergar a más de 3.000. En diciembre de 1939 se transformó en cárcel.

## Servicios
- Casa de Juventud San Juan de Mozarrifar en la calle Alejandro Palomar, 22.
- Centro Deportivo Municipal San Juan de Mozarrifar en el Paseo Antonio Negre García, 35.
- Centro de Convivencia para Mayores San Juan de Mozarrifar en la Plaza de España.
- Centro Municipal de Servicios Sociales San Juan de Mozarrifar en la Plaza España, 9.
- Centro hospitalario de Rehabilitación de Salud Mental Prisma. Centro privado con 46 camas.

## Iglesia de San Juan Bautista
La iglesia antigua dedicada a San Juan Bautista dependió de la parroquia de Altabás hasta 1728 y en origen fue la capilla de una de las torres más importantes del lugar.
Consta de una sola nave con dos tramos que se cubren con bóveda de crucería sencilla que apean en ménsulas. A los pies se sitúa el coro con óculos para su iluminación y reforzado al exterior por contrafuertes. En uno de sus laterales se alza un tosca espadaña, muy popular.
La iglesia es una edificación de finales del siglo XV, reformada en época barroca (en la primera mitad del siglo XVIII). En 2002 y 2003 se realizaron obras de restauración y consolidación de las cubierta.

## Polígonos industriales
Ciudad del Transporte.
Parque Empresarial Las Navas.
Parque Empresarial Puerta Norte.

## Fiestas
Sus fiestas se celebran el 24 de junio, para San Juan, y el 15 de agosto, para San Roque.